# Антиінтелектуалізм
Антиінтелектуалі́зм — недовіра й ворожість щодо інтелекту, інтелектуальності та інтелектуалів, яке зазвичай виражається в ставленні до освіти, філософії, літератури, мистецтва й науки як до непрактичного, непотрібного, гідного зневаги. Антиінтелектуали часто претендують на роль заступників та друзів простого народу, борців проти політичного й академічного елітизму. Вони звинувачують освічені верстви у відриві від щоденних турбот більшості, а також у тому, що інтелектуали підпорядкували собі політичну діяльність і вищу освіту.
Нерідко на позиціях антиінтелектуалізму стоять люди, які самі належать до інтелектуалів.

## Виноски
1. ↑  Johnson, Paul. (1988). Intellectuals: From Marx and Tolstoy to Sartre and Chomsky. Harper Perennial, ISBN 0-06-125317-0